# 两广纵队
两广纵队是国共内战时期中共在北撤到山东的原广东抗日游击队东江纵队等基础上组建起来的野战部队。组建后先归第三野战军管辖，离开山东等地南下进军广东时，归第四野战军管辖。

## 历史
1947年3月，中共中央电示中共华东局，决定以东江纵队为基础组建中国人民解放军两广纵队，一方面使北撤的骨干组成新的部队，参加大规模作战，在战斗里成长、壮大和发展，成为将来战略进攻和进军华南、两广的一支坚强的部队；另一方面，作为一面鲜明的旗帜，号召国民党统治区特别是两广地区的人民，原两广籍的国民党官兵以及海外侨胞，更加广泛地开展反对国民党统治的斗争，在政治上发挥更大的作用。编入中国人民解放军华东野战军的战斗序列。1947年3月31日任命曾生为两广纵队司令员，继续兼任渤海区党委副书记、渤海军区副司令员。4月中旬，着手进行组建两广纵队的工作，先成立两广纵队教导支队，曾生兼任支队司令和政治委员，待条件更具备时再组建纵队司政机关并公开亮出两广纵队这面旗帜。1947年5月上旬组成教导支队直属机关和下属三个团。以东纵教导团为基础，加上大批在华东军大结业干部，把从莱芜和鲁南接收来的1,008名两广籍解放战士分别编入连队，组成第一团（900多人）和第二团（800多人），并从渤海军区接收1,200多名新参军翻身农民，编组为第三团，配备部分北撤的排级干部和全部北撤的连级以上干部。华东军区从八路军、新四军选调了10余名团职干部，到支队机关和部队担任军政领导工作。朱德总司令从华北给调拨了一门山炮。晋察冀军区聂荣臻司令员给调拨了600多件武器和一个营的广东籍解放战士。晋冀鲁豫军区徐向前副司令员、薄一波副政治委员，给纵队调拨了一个新兵团及一批六O炮。教导支队组建之后，立即开展了9周的军政训练，以掌握野战运动进攻、运动防御和阵地攻坚战斗能力。根据华东局和华东军区“一面训练，一面战斗”的指示，教导支队奉命以团为单位在山东战场内线实战锻炼。第一团与第二团在1947年7月分别开赴鲁中南地区和胶济线以北的小清河地区配合兄弟部队作战。第一团先后参加了南麻、临朐和诸城各战役。第二团在济南东北章丘等地区，配合渤海军区部队，进行了一些小的战斗。
1947年8月1日，两广纵队在山东惠民正式成立，下辖第1、2、3团和教导总队共3,600人，连同纵队直属机关共4,800人。曾生任司令员、雷经天任政治委员，林锵云任副政治委员，姜茂生任参谋长，杨康华任政治部主任，政治部副主任刘田夫。发表了《中国人民解放军两广纵队成立宣言》。各解放区党政军领导机关相继致电庆贺。
- 第一团团长彭沃、政治委员郑少康
- 第二团团长黄布、政治委员陈一民
- 第三团团长刘培、政治委员谭桂明

1947年11月6日，两广纵队在山东滨县龙王庙举行反攻誓师大会。1947年12月中旬转至鲁西南地区，隶属华东野战军西线兵团序列。协同兄弟部队机动作战，运动防御，保障挺进大别山的晋冀鲁豫野战军和转战豫皖苏的华野西兵团通向后方的交通补给线。三个团都参加了小规模战斗，得到了锻炼。1948年3月底奉命北渡黄河，在任集地区休整了两个月，进行三查三整和诉苦教育，完成新式整军运动。1948年4月22日，陈毅在濮阳县田庄接见参加华野外线兵团高干会议的两广纵队全体团以上干部，作了长篇讲话。从濮阳返回任集后，两广纵队党委从1948年5月6日至22日用17天时间召开了营以上干部参加的党委扩大会议，传达学习陈毅司令员的讲话。
1948年5月底，两广纵队党委扩大会议结束不久，接到华东野战军关于参加豫东战役的电令。豫东战役第二阶段，在阻击敌邱清泉兵团的作战中，负责守备杞县县城，在敌人优势兵力和火力的三面猛烈进攻下，英勇奋战，坚守了两天，和其他纵队一起完成了阻击任务，保证了华野主力对区寿年兵团的合围。在豫东战役转移52次，行程1,300公里，足迹遍及鲁苏豫皖4省的22个县，共歼敌1,372人，击毁坦克2辆，缴获枪支弹药一大批，牺牲62人，负伤221人。济南战役中，担负拔除济南外围坚固据点长清县城的任务，仅用了90分钟就攻克该城，全歼守敌2,000人，俘敌1,444人，自身牺牲27人，负伤116人；提前三天半完成任务，保征了攻城集团顺利作战。淮海战役第二阶段徐南阻击战, 以三个团的兵力，担任徐州以南十一公里正面和十公里纵横地域的坚守任务，浴血奋战四昼夜，顶住了孙元良兵团在飞机、大炮掩护下的轮番猛攻，牢牢地扼守住敌人南逃主要通道之一的芦村寨、大方山阵地，对粉碎徐州敌人南逃的企图，起了重要作用；共歼敌2,023人，缴获坦克8辆，追击炮6门，轻重机枪31挺，冲锋枪29支，长短枪603支；自身牺牲184人，其中排上干部24人；负伤735人，其中连以上干部42人；伤亡占作战部队总人数约30%，战斗连队连职干部伤亡达60%。淮海战役中徐南阻击战，是两广纵队史上最为惨烈的战斗。
两广纵队成立后，转战冀、鲁、豫、皖、苏22个县，共歼国軍5,000多人。
东江纵队北撤时在广东留下的部分部队和复员人员，受到国軍的清剿，一批队员被杀害。1949年1月，这部分留下的东江纵队成员整编成中国人民解放军粤赣湘边纵队，尹林平出任司令员兼政治委员。
1949年1月华东野战军统一整编为第三野战军时，陈毅根据党中央的意图明确说：“两广纵队的名义保留到两广，有号召作用。”1949年初，两广纵队由虞城经徐州、淮阴，于3月4日抵达江苏省台东县，列入第三野战军第十兵团序列，准备参加渡江战役。
1949年3月8日中央军委电令：两广纵队改属第四野战军指挥，准备参加解放华南的作战。部队转移到河南开封整训待命。5月派干部到北平接收北平和平解放时国民革命军第六十二军第157师改编的独立第二十四师。以原第一、第二、第三团为基础，与独立第二十四师整编为两个师。第一师辖第一、第二团，第二师辖第四、第五团，纵直建立炮兵团和教导团，全纵共13,600余人。
1949年7月24日，两广纵队在河南襄城县誓师南征，7月25日起分批南下，1949年8月31日，两广纵队于湖北浠水回龙几渡口乘船渡过长江。9月27日到达江西赣州附近待命。1949年9月28日，广东战役联合指挥部司令员兼政委叶剑英，副司令员陈赓签发了“战联字第一号作战命令”，规定两广纵队，粤赣湘边纵队，粤中纵队为南路军，由曾生、雷经天、林平（粤赣湘边纵队司令员兼政委）统一指挥。解放广东战役正式打响。10月，两广纵队随主力军团南下，在赣南与粤赣湘边纵队会师，会师后南路军快速疾进，经和平、河源沿东江一直挺进到珠三角，占领了惠阳、博罗、东莞、宝安、番禺、顺德、中山等县，共歼國民革命軍5,000多人。后又收复横琴、三灶等岛屿。1950年1月1日，两广纵队划归广东军区建制，2月，两广纵队番号撤销，部队编入广东军区下属各师团。